# ديزج بطتشي
ديزج بطتشي هي قرية في مقاطعة خوي، إيران. يقدر عدد سكانها بـ 157 نسمة بحسب إحصاء 2016.